# Carex arisanensis
Espèce
Classification phylogénétique
Carex arisanensis est une espèce de plantes du genre Carex et de la famille des Cyperaceae.